# 46664
46664 foi o número de prisioneiro de Nelson Mandela, desde o início da sua detenção em 1964, até sua libertação em 1990. É também o título dado a uma série de concertos organizados pela Fondation Nelson-Mandela para a luta contra a SIDA ou AIDS, com o slogan: "AIDS is no longer just a disease, it is a human rights issue" (em português: "A SIDA não é uma doença, é um assunto de direitos humano"). Esse número ainda é usado como referência para homenagear o ex-prisioneiro Nelson Mandela, uma vítima do regime do apartheid. Esse número não é apenas uma referência, Nelson Mandela foi o prisioneiro 466 preso em Robben Island, em 1964.
Se observarmos, mesmo que seja algo extrínseco , a soma dos algarismos do número que Nelson Mandela recebeu é o tempo (em anos) que ele permaneceu na prisão (26 anos). E que os fatos mais relevantes durante sua prisão, dar-se de seis em seis anos, conforme os números que compõe o seu número, enquanto prisioneira na Ilha Robben. 

## 46664 concertos

### Cidade do Cabo, África do Sul
No dia 29 de Novembro de 2003 um evento denominado 46664 Concert aconteceu no antigo Green Point Stadium na Cidade do Cabo. Organizado por Nelson Mandela com o objetivo de aumentar a sensibilidade da população sobre o HIV/AIDS na África do Sul. Participou desse evento os seguintes artistas:
- Anastacia
- Beyoncé Knowles
- Robert Plant
- Bob Geldof
- Queen (Brian May e Roger Taylor)
- Dave Stewart
- Paul Oakenfold com Shifty Shellshock e TC
- Amampondo Drummers
- Baaba Maal
- Youssou N'Dour
- Yusuf Islam (artista anteriormente conhecido como Cat Stevens)
- Peter Gabriel
- Angelique Kidjo
- Bono Vox e The Edge do U2
- Abdel Wright
- Chris Thompson, Zoe Nicholas, Treana Morris
- Yvonne Chaka Chaka
- Bongo Maffin
- Johnny Clegg
- Jimmy Cliff
- The Corrs
- Ladysmith Black Mambazo
- Eurythmics
- Danny K
- Watershed
- Zucchero
- Ms. Dynamite
- Andrew Bonsu
- Soweto Gospel Choir

Após o concerto, três CDs ao vivo e um DVD intitulado "46664: The Event" foi lançado.